# タケイグッドマン
タケイグッドマン（1968年 - ）は日本のビジュアルディレクター。 
WIZ Entertainment代表。 

## 経歴
1990年、SHINCO（スチャダラパー）とLBネイションを発足。同時期にラップグループ The CartoonsのラッパーやDJとして、下北沢 ZOOを中心に活動。 
また、1990年にはスペースシャワーTVに入社し、「HIROSHI'S KICK BACK」（出演：藤原ヒロシ） 「ズームイン・バカ」（出演：スチャダラパー） 「LAST ORGY 2」（出演：高橋盾・NIGO）等のコーナーディレクターを担当。1992年には「BUM TV」木曜日（出演：藤原ヒロシ・YOU）のディレクターや、 ビースティ・ボーイズのジャパンツアー密着番組等の特番の制作を行う。
1993年より、デビュー前から親交の深いスチャダラパー・TOKYO No.1 SOUL SET・かせきさいだぁ・脱線3や、小沢健二・小島麻由美・キリンジ・HALCALI・TERIYAKI BOYZ・EGO-WRAPPIN'・BILLIE IDLE®らのビデオクリップやCDジャケット等のアートワークのディレクターを務める。 
近年は、ABEMAのCIをはじめとする映像のディレクションや、VJ・DJとしての活動の他にも、 2013～4年には京都精華大学 ポピュラーカルチャー学部にて非常勤講師を務めた。  

## 主な作品

### ビデオクリップ
- スチャダラパー「後者～the LATTER」（1993年）

※以降、「スキマチック」（2004年）まで殆どのクリップを手掛ける
- 小沢健二「愛し愛されて生きるのさ」（1994年）

※以降、「夢が夢なら」（1997年）まで全てのクリップを手掛ける
- TOKYO No.1 SOUL SET「黄昏 '95～太陽の季節～」（1995年）

※以降、「隠せない明日を連れて」（1999年）まで全てのクリップを手掛ける
- かせきさいだぁ≡「さいだぁ≡ぶるーす」（1996年）

- ヒックスヴィル「バイバイ・ブルース」（1996年）

- 小島麻由美「はつ恋」（1997年）

- キリンジ「牡牛座ラプソディ」（1999年）

- HALCALI「音樂ノススメ」（2004年）

- TERIYAKI BOYZ「I still love H.E.R. feat.KANYE WEST」（2006年）

- 小沢健二「流動体について」（2017年）

### ビデオ作品
- スチャダラパー「RE SCHADA LIVE」（1995年） 「VIEW MASTERS」（1996年）

- 小沢健二「VILLAGE "the video"」（1995年） 「超LIFE」（2014年）

- TOKYO No.1 SOUL SET「真昼の完全試合」（1996年） 「Live at 日比谷野音」（1997年）

### CDジャケット
- 小沢健二「LIFE」（1994年 ※ジャケット写真）

- TOKYO No.1 SOUL SET「ロマンティック伝説」（1994年） 「黄昏 '95 ～太陽の季節」（1995年）

- かせきさいだぁ≡「かせきさいだぁ≡」（1995年）

- キリンジ「ペイパードライヴァーズミュージック」（1998年） 「47'45"」（1999年）

- 岡村靖幸「OH!ベスト」（2001年）

- アナログフィッシュ「ROCK IS HARMONY」（2006年）

### テレビ番組
- Rap Addict '92（スペースシャワーTV / 1992年 ※企画・撮影も）

- 100000000% BEASTIE BOYS（スペースシャワーTV / 1992年）

※以降、同局でのビースティ・ボーイズの特番を多数手掛ける
- 超ねんてん博物館（関西テレビ / 1995年）

- NIGOLDEN EYE（MTV / 2006～8年）

### 劇場上映作品
- WHAT'S HAPPENING OF THE GOODMAN（1995年8月 BOX東中野）

- 小沢健二 超LIFE（2014年11～12月 東京・京都・大阪）

### 広告映像
- 森永ダース（1996年　※「12個だからダースです」というキャッチコピーも）

- adidas Originals by HUMAN MADE®（2021年）

- Levi's® SilverTab™（2022年）

## レギュラーVJ
- IN THE ROOF（2014年1月～2020年1月 三軒茶屋 a-bridge）

※川辺ヒロシ・渡辺俊美（TOKYO No.1 SOUL SET）とのイベント

## 個展
- TAKEI_GOODMAN EXHIBITION（2005年3～4月 中目黒 DEPOT）

## 受賞歴
- スチャダラパー「アクアフレッシュ」 SPACE SHOWER Music Video Awards 特別賞（1996年）